# Parcul Național Hotin
Parcul Natural Național Hotin (în ucraineană Хотинський національний природний парк) este o arie protejată cu statut de parc natural din nordul regiunii Cernăuți, situat pe teritoriul raioanelor Chelmenți, Hotin și Secureni. Partea principală a parcului, cu o suprafață de 3784 de hectare, este aproape în întregime reprezentată de peisaje ale versanților abrupți ai văii canionului Nistru și ale afluenților săi de dreapta, cu păduri de foioase și asociații de stepă de pajiști pe aflorimente de rocă.
Parcul include o serie de arii protejate (în totalitate sau parțial), în special rezervații peisagistice cu semnificație locală: „Râpa Polîvaniv”, „Defileul Moldova”, „Defileul Șebutinți”, „Stânca Galiția”, „Stânca Babin”, „Stânca Grineacica-1”; rezervații ihtiologice „Insula Bârnova”, „Cotul Darabani”, „Aresteuca”, „Neporotova”, Cuiutin”; monumente ale naturii de tip geologic de semnificație locală „Aflorimentul silurianului de lângă Dzvenîhorod” și „Aflorimentul silurianului de lângă satul Rașcov”. Peste 30 de peșteri mici au fost explorate pe versanții abrupți ai canionului în locuri în care au fost descoperite aflorimente de gips și calcar. În vecinătatea satului Grineacica se află una dintre cele mai înalte cascade (30 m) din Bucovina, care provine dintr-un puternic izvor carstic.
Teritoriul parcului include, de asemenea, o parte din lacul de acumulare Novodnistrovsk, cu o suprafață de 5662 ha în limita administrativă a regiunii Cernăuți.